# Pyralis obscuralis
Pyralis obscuralis is een vlinder uit de familie van de snuitmotten (Pyralidae). De wetenschappelijke naam van de soort is voor het eerst geldig gepubliceerd in 1931 door Caradja.